# اس‌ام او-۱۵ (آلمان)
اس‌ام او-۱۵ (به آلمانی: SM U 15) یک او-بوت نیروی دریایی امپراتوری آلمان بود.

## تاریخچه عملیاتی
پس از آغاز جنگ جهانی دوم و اعلان جنگ بریتانیا به امپراتوری آلمان، او-۱۵ روز ۶ اوت سال ۱۹۱۴، در نخستین مأموریت گشت‌زنی جنگی زیردریایی‌ها در تاریخ، به همراه ۹ او-بوت دیگر راهی دریای شمال شد. او-۱۵ در قالب این گروه در عرض دو روز خود را به نزدیکی جزایر اورکنی در شمال اسکاتلند رساند. تلاش این او-بوت برای هدف قرار دادن سه دریدنوت بریتانیایی موفقیت‌آمیز نبود. او-۱۵ که دچار مشکلات مکانیکی شده بود، وادار به آمدن به سطح شد که مورد شناسایی اچ‌ام‌اس بیرمنگام، ناو سبک بریتانیایی قرار گرفت. ناو دشمن خود را به او-۱۵ کوبید که موجب غرق شدن این او-بوت گردید.